# Erik Knudsen (Schauspieler)

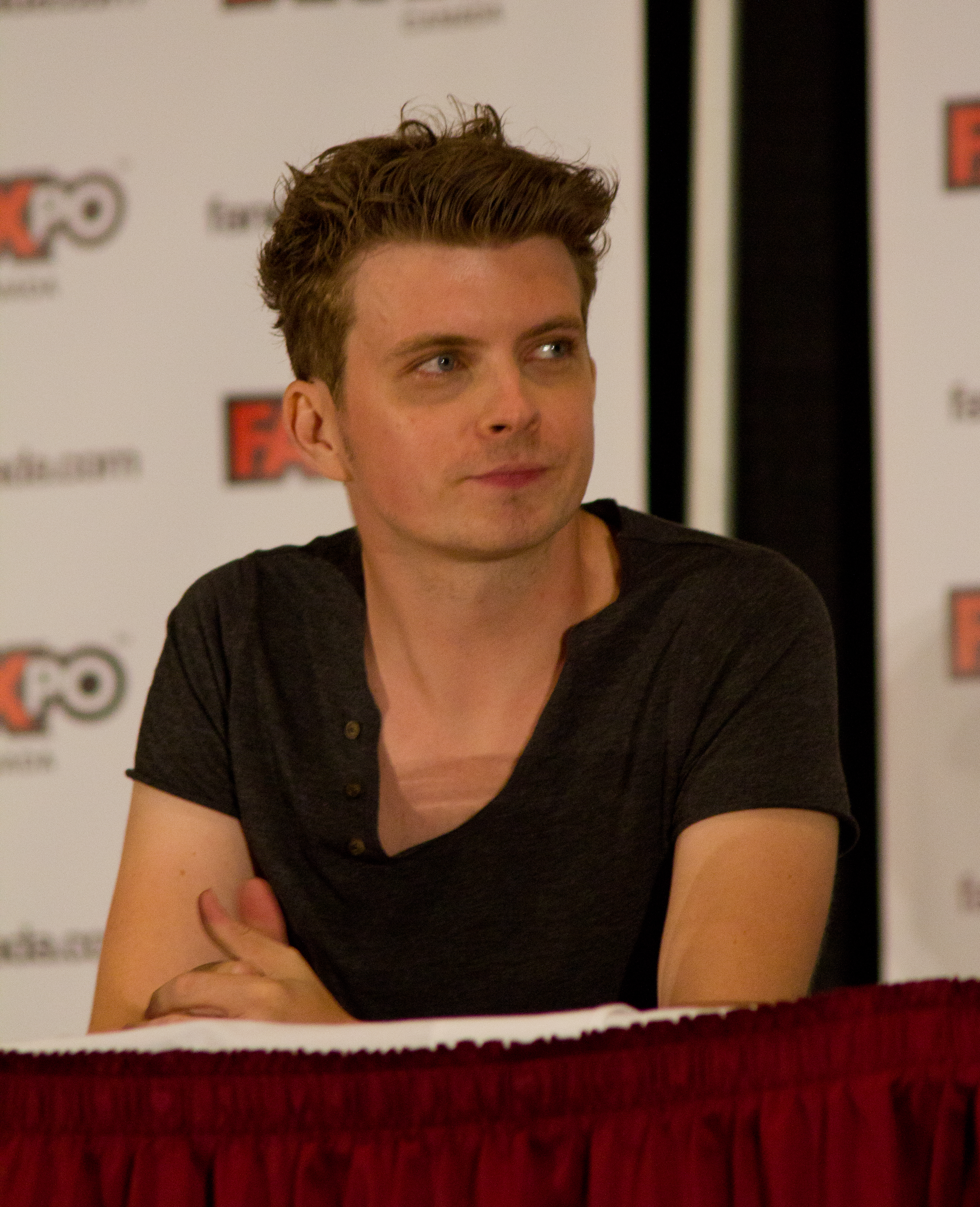
Erik Knudsen (August 2012)

Erik Jake Knudsen (* 25. März 1988 in Toronto, Ontario; manchmal auch Eric Knudsen) ist ein kanadischer Schauspieler.

## Karriere
2002 wurde Knudsen beim Young Artist Award als Bester junger Gaststar für die Dramaserie The Guardian – Retter mit Herz nominiert. Ab 2003 spielte er die Hauptrolle des Donovan MacKay in der Kinder-Serie Mental Block. Er übernahm 2005 die Rolle des Daniel Matthews im Horror-Thriller Saw II. In der Actionkomödie Good Cop Bad Cop von Regisseur Eric Canuel war Knudsen 2006 als Sohn eines Polizisten zu sehen, der von Colm Feore dargestellt wurde.
Danach übernahm er die Rolle des Dale Turner in der Serie Jericho – Der Anschlag, die im September 2006 ihre Erstaufführung hatte und in zwei Blöcken 2007 und 2010 auch in Deutschland lief.
2009 wirkte er auch in der Comicverfilmung Scott Pilgrim gegen den Rest der Welt mit. 2011 übernahm er die Rolle des Robbie Mercer in Scream 4.
In den Jahren 2012 bis 2015 spielte er eine Hauptrolle in der kanadischen Sci-Fi-Serie Continuum.

## Filmografie (Auswahl)
- 1999: Real Kids, Real Adventures (Fernsehserie, eine Episode)
- 2000: Tribulation
- 2000: Common Ground (Fernsehfilm)
- 2000: In a Heartbeat (Fernsehserie, eine Episode)
- 2000: Hallo, ich bin der Weihnachtsmann! (Santa Who?)
- 2001: Blackout (Fernsehfilm)
- 2001: The Familiar Stranger (Fernsehfilm)
- 2001: Doc (Fernsehserie, 2 Episoden)
- 2001: Stolen Miracle (Fernsehfilm)
- 2001–2002: The Guardian – Retter mit Herz (Fernsehserie, 3 Episoden)
- 2003: Das Wunder der Lions (Full-Court Miracle)
- 2003–2004: Mental Block (Fernsehserie, 26 Episoden)
- 2004: Blue Murder (Fernsehserie, eine Episode)
- 2005: Kevin Hill (Fernsehserie, eine Episode)
- 2005: The Prize Winner of Defiance, Ohio
- 2005: Saw II
- 2006: Booky Makes Her Mark (Fernsehfilm)
- 2006: Good Cop Bad Cop (Bon Cop, Bad Cop)
- 2006: A Lobster Tale
- 2006–2008: Jericho – Der Anschlag (Fernsehserie, 17 Episoden)
- 2008: A Teacher’s Crime (Fernsehfilm)
- 2008: Flashpoint – Das Spezialkommando (Fernsehserie, eine Episode)
- 2008: Saw V
- 2009: Youth in Revolt
- 2010: Scott Pilgrim gegen den Rest der Welt (Scott Pilgrim vs. the World)
- 2011: Beastly
- 2011: Scream 4
- 2012: Jersey Devil (The Barrens)
- 2012: Saving Hope (Fernsehserie, eine Episode)
- 2012–2015: Continuum (Fernsehserie, 41 Episoden)
- 2012: Degrassi: The Next Generation (Fernsehserie, 2 Episoden)
- 2017: Der Nebel (The Mist, Fernsehserie, 7 Episoden)
- 2017: Killjoys (Fernsehserie, 2 Episoden)
- 2017: Ransom (Fernsehserie, 1 Episode)
- 2019: Murdoch Mysteries (Fernsehserie, 1 Episode)
- 2021: Private Eyes (Fernsehserie, eine Episode)